# Parametrodes dispar
Parametrodes dispar là một loài bướm đêm trong họ Geometridae.